# Solhöjden
Solhöjden is een plaats in de gemeente Habo in het landschap Västergötland en de provincie Jönköpings län in Zweden. De plaats heeft 140 inwoners (2010).